# Семь сестёр (колледжи)

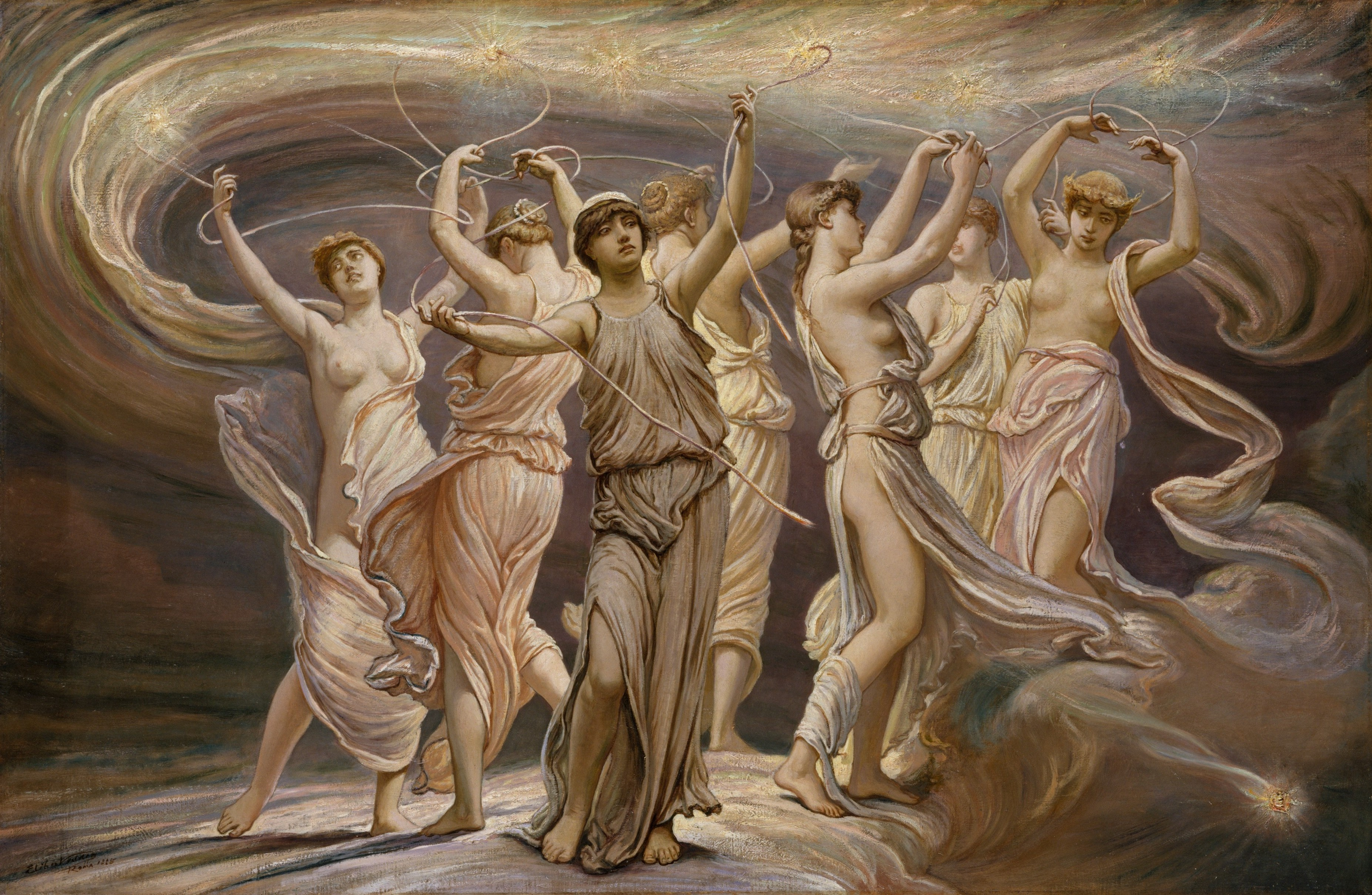
Название «Семь сестёр» восходит к Плеядам.

«Семь сестёр» (англ. Seven Sisters) — ассоциация семи старейших и наиболее престижных женских колледжей на восточном побережье США. Все колледжи основаны между 1837 и 1889 годами. Колледжи Рэдклифф (ныне часть Гарвардского университета) и Вассар сегодня уже не являются исключительно женскими. Название «Семь сестёр» колледжи получили в 1927 году по аналогии с мужскими колледжами Лиги плюща.

## Список
- Колледж Вассара (Vassar College)
- Колледж Рэдклифф (Radcliffe College)
- Брин-Мор-колледж (Bryn Mawr College)
- Колледж Уэллсли (Wellesley College)
- Колледж Маунт-Холиок[англ.] (Mount Holyoke College)
- Барнард-колледж (Barnard College)
- Колледж Смит (Smith College)

## История
В начале 19 века в США стали появляться женские колледжи, дававшие девушкам возможность получения гуманитарного образования, а также предоставлявшие более широкие академические и карьерные возможности для женщин в преподавательском составе и администрации. Название «Семь сестёр» появилось в 1927 году по аналогии с «Лигой плюща» и не является официальной ассоциацией колледжей. Название указывает на аналогию с Плеядами, семью дочерьми Атланта и Плейоны.
С течением времени и с массовым переходом образовательной системы США на смешанное образование, не все колледжи остались исключительно женскими:
- Рэдклифф стал частью Гарвардского университета в 1963 году и сегодня является исследовательским институтом, приём студентов прекращён в 1977 году
- Вассар ввёл смешанное обучение в 1969 году
- Барнард является аффилиированным колледжем Колумбийского университета, его программа доступна студентам Колумбии обоих полов
- Брин-Мор академически сотрудничает с Хаверфордом, изначально исключительно мужским колледжем. В 1980 году Хаверфорд перешёл на смешанное обучение, но Брин-Мор остаётся исключительно женским колледжем. Маунт-Хилиок, Смит и Уэллсли так же остаются исключительно женскими учебными заведениями.

В 2008 году в «Нью-Йорк Таймс» появилась статья о том, что «Семь сестёр» активно предлагают свои услуги девушкам на Ближнем Востоке. В статье подчёркивается тот факт, что американские женские колледжи весьма отличаются от ближневосточных женских колледжей в своём стремлении к либерализму, равным возможностям и включению женщин в политические и экономические процессы на равных с мужчинами.

## Галерея
|                                                                                 |  |  |  |  |  |  |
| Слева направо: Барнард, Брин-Мор, Маунт-Холиок, Рэдклифф, Смит, Вассар, Уэллсли |  |  |  |  |  |  |

## В культуре
- В мультсериале «Симпсоны» к Лизе Симпсон во сне являются Семь Сестёр и уговаривают её поступить в один из колледжей[4].